# Leptodius gracilis
Leptodius gracilis är en kräftdjursart som först beskrevs av James Dwight Dana 1852.  Leptodius gracilis ingår i släktet Leptodius och familjen Xanthidae. Inga underarter finns listade i Catalogue of Life.